# Продавец с ярмарки
«Продавец с ярмарки» (англ. The Karnival Kid) — девятый мультфильм с участием Микки Мауса и первый мультфильм про Микки Мауса, в котором он говорит. Микки озвучивал Уолт Дисней. Премьера в США 31 июля 1929 года. Эта короткометражка примечательна тем что Микки Маус впервые заговорил в ней.

## Сюжет
Сюжет этой короткометражки поделён на 2 части: День и Ночь.
День:
В карнавале пестрит жизнь, после нескольких забавных гэгов, в следующей сцене Кот Нипп выступает в этой короткометражке зазывалой-циркачом и сделал фальшивое выступление Минни-танцовщицы (при этом используя тряпичную куклу, которой кот управляет ниткой). Позже Нипп поёт песню «Hoochie-Coochie Dance», тем временем Микки Маус торгует хот-догами и говорит зрителям, чтобы они лучше держали деньги в штанах, при себе, после чего счастливо пританцовывает, от тех слов Кот Нипп негодует и решает мышонка за это наказать — потянул его за носик. Микки сперва расстраивается, но вскоре исправляет носик, подёргнув за хвостик и улыбается. Мышонок не решает мириться со сварливым Котом и фыркает на него языком, после чего кот пытается поймать Микки, но не удачно — Микки убегает от зазывалы, но незадача — тележка уехала, Микки возвращает её себе и продолжает торговать хот-догами. Тут из трейлера выходит Минни, которая, учуяв запах хот-догов, решает заказать один, она зовёт Микки. Мышонок показывает штучки на хот-догах (давал команды), после чего Минни заказывает один хот-дог, и Микки дает команду сосиске окунуться в горчицу, а потом — ложиться в булочку, Микки отдает заветный хот-дог, и Минни хочет заплатить мышонку, но тот отказывается и отдаёт ей бесплатно. Но когда Минни сделала укус, сосиска тут же выпригивает с булочки и бежит от боли, тем временем Микки хочет её поймать, и когда это ему удалось, он сосиске снял «штаны» и отшлёпал, после чего сосиска плачет, а Микки сердито показывает указательный палец (намекая, что не нужно так делать), но сосиска тут же кусает Микки за палец и тот завыл от боли, всё ещё сердившись.
Ночь:
Тёмной ночью, Микки решает привлечь внимание своей возлюбленной, и вместе с двумя котами исполняет серенаду «Sweet Adeline» (Коты поют, а Микки играет на гитаре), но Кот Нипп, который пытается уснуть, в ярости начинает бросаться разными вещами чтобы заткнуть нежеланных гостей, в итоге он в котов попадает горшком, а в Микки бросает кроватью, после чего короткометражка заканчивается.

## Разработка короткометражки
Это был первый мультфильм, в котором Микки говорит. Уолт Дисней был в восторге от прогресса, но Пэт Пауэрс из Celebrity Pictures не был в восторге, он беспокоился, что Микки, говорящий по-английски, повлияет на продажи мультфильмов за рубежом.
В «Фильмах Микки: Театральные фильмы о Микки Маусе» Гийс Гроб отмечает: «„Карнавальный ребёнок“ показывает, что синхронизацию губ было гораздо труднее освоить, чем сам синхронизированный звук. Анимация рта для формирования слогов была совершенно новым умением, и изначально это было сделано слишком буквально. Иногда это приводило к неловким выражениям лица, особенно лицо Микки искажалось множеством жестов рта. Проблема станет ещё хуже в следующем мультфильме Микки, „Безумства Микки“»
Приколы с хот-догами повторно используются из более раннего фильма Диснея «Освальд, счастливый кролик» 1927 года, короткометражка All Wet
В этой короткометражке мышонок не говорит голосом Уолта Диснея, а его озвучил композитор Карл Столлинг (Поэтому в этой короткометражке у Микки такой низкий голос, а не фальцет), это единственная короткометражка где Микки говорит голосом Столлинга